# Företagsnämnd
Företagsnämnderna var ett organ i Sverige för samråd på arbetsplatserna mellan arbetsgivaren och arbetstagarorganisationerna. Nämnderna blev 1976 en del av medbestämmandelagen.
Redan i början av 1920-talet påbörjades diskussionerna i den socialdemokratiska regeringen om hur ”industriell demokrati” skulle införas och en kommitté tillsattes för att utreda frågan.
I mitten av 1940-talet togs de första stegen på vägen mot inrättande av företagsnämnder och mellan 1945 och 1950 kom man överens i avtal om inrättande av företagsnämnder inom ett antal branscher.
De anställda skulle bli delaktiga i företagets verksamhet och utveckling och samråd skulle ske innan viktigare förändringar genomfördes, speciellt om dessa skulle leda till uppsägningar och permitteringar. Andra frågor som diskuterades vid företagsnämndernas möten var arbetsmiljö, semester, hygien eller missnöje med praktiska rutiner i arbetet. Genom förslagsverksamhet skulle arbetstagarna också uppmuntras att komma med förslag till förbättringar.
Ett avtal för kollektivanställda skrevs mellan SAF och LO 1946 och senare samma år, skrevs även ett motsvarande avtal för tjänstemän mellan SAF och TCO.